# Císařská silnice
Císařská silnice (též říšská či komerciální či erární silnice) byla v habsburské monarchii pozemní komunikace vybudovaná na základě některého z několika dekretů, které vydali císař Karel VI. v roce 1727 a v roce 1739, královna Marie Terezie v letech 1749–1751 a císař Josef II. v roce 1782. Základní silniční síť v Čechách a na Moravě byla dobudována kolem roku 1850 a měla délku asi 4 000 km.

## Některé císařské silnice
Hlavní císařské silnice v Čechách:
- Vídeňská (Jihlavská) silnice: Praha – Kolín – Čáslav – Německý Brod – moravská hranice u Jihlavy a dále přes Znojmo do Vídně. Byla vybudována v letech 1739–1760[3]
- Linecká silnice: Praha – Tábor – České Budějovice – Kaplice – hornorakouská hranice. Byla vybudována v letech 1753–1755.
- Žitavská silnice: Praha – Mladá Boleslav – Česká Lípa – Lužice
- Norimberská (též Plzeňská) silnice: Praha – Beroun – Plzeň – Chodsko / Cheb
- Lipská silnice: Praha – Lovosice a Ústí nad Labem – Sasko; druhá větev  přes Slaný – Louny – Chomutov do Saska
- Slezská silnice: Praha – Jičín – Trutnov – Dolní Slezsko

Hlavní císařské silnice na Moravě:

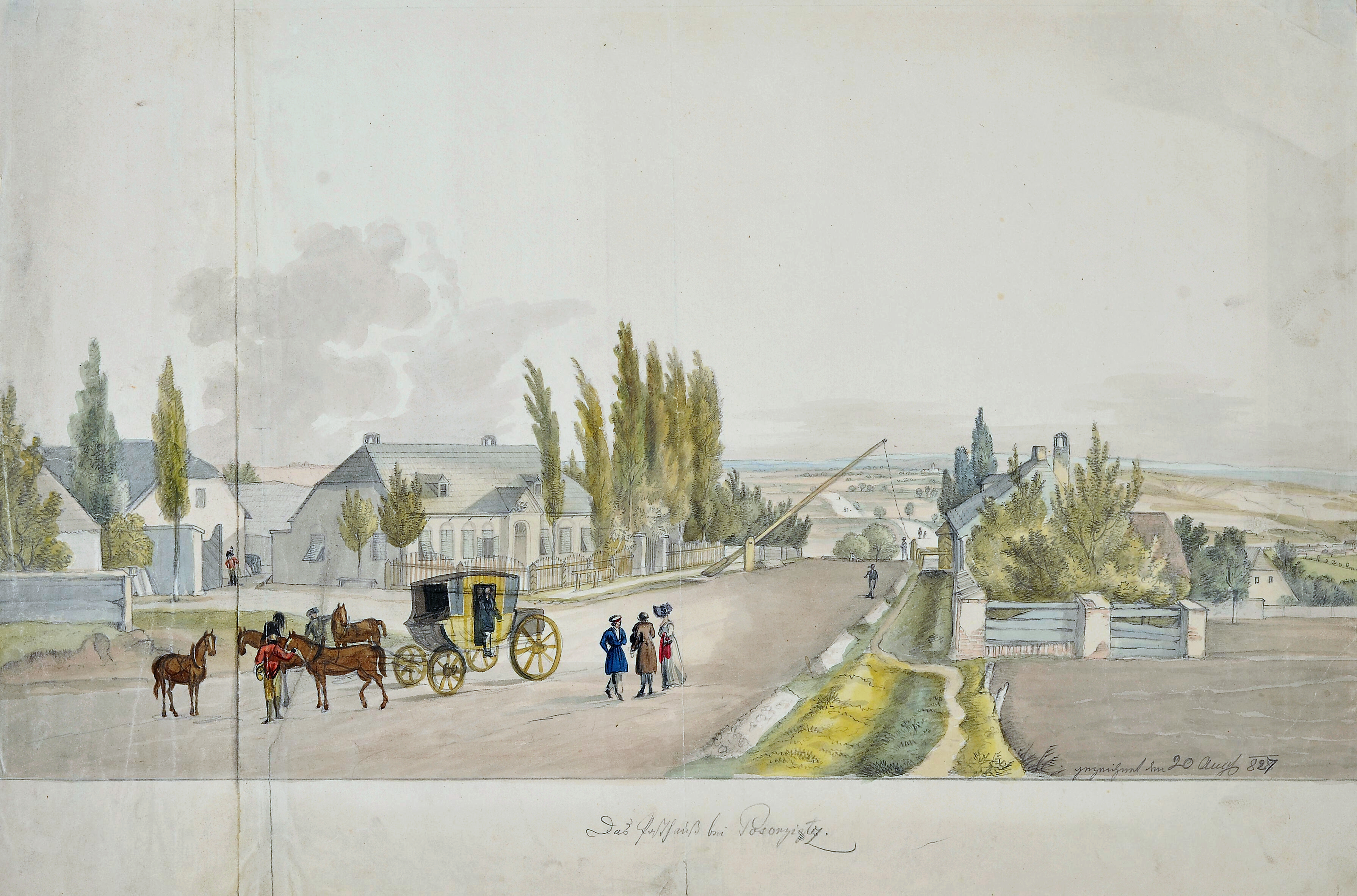
Kovalovická pošta na císařské silnici mezi Brnem a Vyškovem, kresba Franze Richtera, 1827

- Slezská (Vídeňsko-brněnská) silnice: (Vídeň –) Mikulov – Brno – Olomouc – Šternberk (– Opava, Slezsko). Jedná se o nejstarší císařskou silnici v českých zemích. Podstatná část byla vybudována v letech 1727–1740.
- Znojemsko-jihlavská (či Budějovická) silnice: moravský díl české Vídeňské silnice vedoucí od Jihlavy přes Moravské Budějovice do Znojma a dále do Vídně. Vybudována v letech 1739–1760.
- Česká či Černohorská silnice: Brno – Černá Hora – Letovice – Svitavy (a dále do Čech přes Litomyšl a Chrudim). Vybudována 1752–1787.
- Haličská silnice: Olomouc – Lipník nad Bečvou – Hranice – Nový Jičín – Příbor – Místek (a dále přes Slezsko do Haliče). Vybudována za vlády Josefa II. mezi roky 1782 až 1787.
- Uherská (či Slavkovská) silnice: (Brno –) Slavkov – Čejč – Mutěnice – Hodonín (a dále do Horních Uher, do Holíče a Prešpurku). Postavena za vlády Josefa II. po r. 1783.
- Druhá česká silnice, též Meziříčská: (Brno–) Ostrovačice – Velká Bíteš – Velké Meziříčí – Jihlava. Vybudována 1783–1787.
- Lechovická silnice: Pohořelice – Lechovice – Znojmo. Vybudována 1803–1811.
- Třebovská silnice: Olomouc – Litovel – Mohelnice – Moravská Třebová – Svitavy (a dále do Čech, směr Polička). Vystavěna 1813–1833.

Hlavní císařské silnice ve Slezsku:
- Opavsko-těšínská či Ostravská silnice: Opava – Svinov (– Moravská Ostrava –) Slezská Ostrava – Těšín. Výstavba probíhala 1775–1783 a 1797–1804.
- Haličská silnice (pokračování silnice z Olomouce přes Lipník) Frýdek – Těšín – Bílsko a dále do Haliče. Vybudována 1781–1787.
- Uherská silnice: Těšín – Jablunkov a dále do Horních Uher (Čadca, Žilina). Vybudována 1794–1802.
- Krnovská silnice: Opava – Krnov – Město Albrechtice a dále do Pruského Slezska (směr Nisa). Vybudována 1826–1830.